# Er nannte sich Surava
Er nannte sich Surava ist ein Dokumentarfilm von Erich Schmid über den Schweizer Journalisten und Autor Peter Surava, der während des Zweiten Weltkriegs von 1940 bis 1944 Chefredaktor der Zeitung Die Nation war. Der Film zeigt, wie Surava wegen seiner kritischen Haltung zu politischen und sozialen Themen von den Behörden in verschiedenster Weise in seiner Arbeit behindert wurde. Er basiert auf der gleichnamigen Autobiografie aus dem Jahr 1991.

## Inhalt
Der Film erzählt das Leben von Peter Surava, der als Hans Werner Hirsch geboren wurde. Dazu begleitet er ihn an verschiedene Schauplätze seines Lebens. Diese Aufnahmen werden mit Ausschnitten aus zeitgenössischen Filmdokumenten sowie mit Passagen aus Suravas Autobiografie ergänzt.
Surava schildert, wie ihm im Alter von 28 Jahren die redaktionelle Leitung der Nation angeboten wurde. Als er sich ins Impressum eintragen lassen wollte, wurde ihm eine amtliche Namensänderung nahegelegt, weil sein Geburtsname Hirsch jüdisch klang.
Obwohl es Stimmen im Vorstand gab, die zu politischer Mässigung aufriefen, bezog Surava weiterhin klar Stellung gegen das Dritte Reich und die Judenverfolgung. Die Nation wurde deshalb häufig von der Abteilung Presse und Funkspruch zensuriert, wie der Film anhand zahlreicher Beispiele zeigt. Er legt dar, wie die Schweizer Behörden – nicht zuletzt auch Bundesrat Eduard von Steiger – Kritik an Nazi-Deutschland unterbinden wollten und teilweise mit diesem sympathisierten. Suravas zahlreiche Rekurse gegen die Zensurmassnahmen wurden vom Bundesgericht fast durchwegs abgelehnt.
Surava kritisierte auch, dass die Kinderhilfe des Schweizerischen Roten Kreuzes jüdische Kinder von Ferienaufenthalten in der Schweiz ausschloss. In der Folge veranlasste Heinrich Rothmund als Chef der Fremdenpolizei, dass Nachforschungen über eine allfällige jüdische Herkunft Suravas angestellt wurden.
Im Sommer 1944 reiste Surava – zusammen mit Paul Senn, Karl von Schumacher und Felix von Schumacher-Nager – nach Lyon. Seine Berichterstattung über die Massengräber mit erschossenen Franzosen, die sie dort angetroffen hatten, bezeichnete die Bundesanwaltschaft als «Greuelpropaganda» und als «Lügen».
Die Nation befasste sich auch mit sozialen Problemen in der Schweiz. Zusammen mit dem Fotografen Paul Senn berichtete Surava beispielsweise über die Misshandlung von Verdingkindern und die Ausbeutung von Heimarbeiterinnen.
Seine Kritik am Präsidenten des Internationalen Komitees vom Roten Kreuz Max Huber wegen dessen Verbindungen zum Giftgas-Lieferanten Montecatini führte letztlich dazu, dass Surava den Rückhalt seines Vorstands verlor. Anfang 1945 verliess er Die Nation und wurde von der PdA beauftragt, ihr Parteiorgan Vorwärts zu betreuen.
Aufgrund seiner journalistischen Tätigkeit stand Surava über viele Jahre unter Beobachtung der Behörden. Dies wird im zweiten Teil des Films deutlich, wo Surava über die Fiche spricht, welche die Bundesanwaltschaft über ihn angelegt hatte. Diese Fiche belegt auch, dass Suravas Verhaftung im Mai 1946 durch Bundesrat von Steiger initiiert und im Gesamtbundesrat besprochen worden war. Wegen des Vorwurfs der ungetreuen Geschäftsführung bei der Nation (er hatte den Strassenverkäufern 5 Rappen mehr bezahlt als die Konkurrenz) wurde Surava mehrere Wochen in Untersuchungshaft gehalten.
Noch während dieser Untersuchungshaft wurde auch eine Klage der Gemeinde Surava vor dem Bundesgericht verhandelt. Dieses untersagte Surava im Urteil vom 24. Mai 1946, seinen Namen weiterhin zu führen.
Surava zog sich in der Folge mit seiner Frau ins Toggenburg zurück. Nachdem sie aufgrund ihrer schwierigen Lage einen gemeinsamen Suizidversuch unternommen hatten, versuchten Polizeibeamte seine Frau erfolglos zur Aussage zu drängen, ihr Mann habe sie zur Einnahme des Schlafmittels gezwungen.
In den folgenden Jahren verfasste Surava unter dem Pseudonym Ernst Steiger Hörspiele für Radio Basel. Nachdem seine Identität bekannt geworden war, setzte Bundesrat Philipp Etter durch, dass er keine Aufträge mehr erhielt. Surava schrieb deshalb gut 40 Jahre lang unter zahlreichen anderen Pseudonymen, bis er 1991 unter seinem offiziellen Namen Peter Hirsch seine Autobiografie veröffentlichte.

## Veröffentlichung
Premiere des Films war am 25. Januar 1995 auf dem Solothurn Film Festival, im August 1995 wurde er in Locarno gezeigt.

## Medienberichterstattung
- Martin Schlappner. Personenbeschreibung eines Verfemten: Zu Erich Schmids Film «Er nannte sich Surava». Neue Zürcher Zeitung, 7. April 1995.
- Peter Kamber. Gelernt, nicht wegzusehen. Das Magazin 15/1995, S. 50–57.
- Iwan Raschle. Bundesrat von Steiger nannte ihn Schweinehund. Nebelspalter 12/1995.

## Einzelbelege und Anmerkungen
1. ↑  Er nannte sich Surava, 00:37:00